# ROM hacking
Il ROM hacking è il processo di modifica dell'immagine ROM di un videogioco atto a modificare la grafica del gioco, i dialoghi, i livelli, il gameplay o altri elementi di esso. Questo è solitamente fatto per dare "nuova vita" ad un vecchio gioco caro o per creare nuovi giochi non ufficiali usandone vecchi come base.
Il ROM hacking è generalmente realizzato tramite un editor esadecimale (un programma di modifica dati non testuali), e vari strumenti specifici di gioco che sono generalmente utilizzati per la modifica dei livelli e degli oggetti, anche se molti strumenti più avanzati come assemblatori e debugger sono utilizzati occasionalmente. Una volta pronti, vengono distribuiti su Internet per permettere agli altri di giocarci su un emulatore.
La Fan translation (conosciuta come "translation hacking") è un tipo di ROM hacking: vi sono anche hack anti-censura, che esistono per riportare un gioco al suo stato originale. Questo, spesso, è fatto con i vecchi giochi che sono stati importati, in quanto le politiche degli editori riguardo ai contenuti dei videogiochi (in particolare, Nintendo) erano più severe negli Stati Uniti rispetto al Giappone o all'Europa.
Sebbene molta della metodologia si applica su entrambi i tipi di hacking, questo articolo si concentra sull'hacking creativo come la modifica dei livelli di gioco.

## Comunità
Molti ROM hacker formano o partecipano a gruppi per varie ragioni, come spazi web, per postare hack e/o screenshot, per il supporto o la collaborazione con altri membri del gruppo, per ottenere uno stato privilegiato sulla chat del gruppo (se ne ha una), per il prestigio associato al gruppo, o solo per cameratismo. Molti hacker, tuttavia, scelgono di agire soli.
Non tutti i membri di un gruppo sono ROM hacker; alcuni si sono “ritirati” dal mestiere, altri offrono servizi come l'amministrazione di siti web e/o chat, e qualcuno si offre semplicemente da guida per aspiranti ROM hacker.
La maggior parte dei gruppi di hacker offrono spazi web per postare hack e screenshot, forum, e spesso hanno un canale IRC.

## Metodologia
Essendo stati creati da molti programmatori o team di programmazione differenti, i dati della ROM possono essere svariati. Perciò non ci sono realmente dei modi standard di hacking, ma alcuni dei metodi più generalmente accettati e utilizzati sono descritti qui.

### Editor esadecimale
Un editor esadecimale è uno degli strumenti fondamentali nei repertori di un qualsiasi ROM hacker.
Gli hex editor sono solitamente utilizzati per la modifica del testo e per la modifica di altri dati per i quali la struttura è conosciuta (per esempio, le proprietà dell'oggetto) e ASM hacking.
La modifica del testo è una delle forme più basilari di hacking. Molti giochi non hanno il loro testo in forma ASCII, e per questo, sono stati sviluppati alcuni hex editor specializzati, che possono dire a quali lettere dell'alfabeto corrispondono i valori del byte per facilitare la modifica del testo; un file che definisce la relazione byte=lettera è chiamato file "table". Altri giochi utilizzano semplici tecniche di compressione del testo (come Dual-Tile Encoding o DTE, nel quale alcune combinazioni di due o più lettere sono codificate come un byte) dove un hex editor adeguatamente equipaggiato, può facilmente modificare.
Un hex editor è lo strumento di scelta per modificare cose come le proprietà del personaggio/oggetto se la struttura e la posizione dei loro dati è conosciuta, e non c'è un editor di gioco specifico che può modificare quest'informazione. Alcuni hacker intrepidi eseguono anche modifiche di livello con un hex editor sebbene possa essere difficile trovare qualcuno (inclusi quelli che l'hanno fatto) che lo considera facile, ad eccezione di quei giochi il cui formato di archiviazione del livello assomiglia strettamente a come è presentato in un hex editor.

### Editing grafico
Un'altra abilità di base di hacking è la modifica della grafica, che permette di cambiare l'aspetto dei paesaggi del gioco, dei personaggi, dei caratteri (“fonts”), o altre cose del genere. Il formato dei dati grafici varia da console a console, ma molte delle prime (NES, Super NES, Game Boy, etc) gestiscono la grafica in “tiles”, che sono unità di 8x8 pixel di dati, i quali vengono disposti sullo schermo per produrre il risultato desiderato. La modifica di questi tile è possibile anche con un editor esadecimale, ma generalmente è realizzato con un tile editor (come Tile Layer o Tile Molester), che può visualizzare i dati contenuti nella ROM graficamente rendendo possibile la ricerca e la modifica dei tiles.
Gli hack grafici possono andare da semplici modifiche al “trasporto” di personaggi da un gioco ad un altro o a veri e propri cambiamenti tematici.
Un hacking più sofisticato della grafica non comporta soltanto la modifica di più tiles e colori, ma anche della loro disposizione, dando più flessibilità e controllo al risultato finale. Questo si realizza attraverso un editor esadecimale o un'applicazione specializzata.

### Palette editing
Un'altra forma comune di hacking è la modifica della tavolozza dei colori ("palette editing"), che agisce sui codici dei colori che un giocatore vede nel gioco (questo va di pari passo con l'editing grafico); i valori della tavolozza sono comunemente gestiti in Hex (esadecimale). Questo è abbastanza facile per i giochi NES, la cui grafica utilizza una tavola di colori predefinita; il palette hacking in questo caso, cambia i valori dei colori selezionati. La questione è leggermente più complicata per i giochi Super NES e giochi per altri sistemi, che memorizzano i valori assoluti dei colori RGB. Gli editor della tavolozza dei colori sono spesso semplici e vanno accompagnati con gli editor di livello o editor di gioco specifici per la grafica.

### Level editing
Una delle forme più popolari di ROM hacking è l'editor di livello, che implica la modifica o la riprogettazione del livello o della mappa di un gioco. Questo è quasi esclusivamente fatto con un editor specificamente adattato a particolari giochi. La modifica del livello può essere fatta per rendere il gioco più impegnativo, per alterare lo scorrere della trama del gioco, o solo per dare qualcosa di nuovo ad un gioco vecchio.
Combinato ad un ampio hacking grafico, il gioco può assumere aspetto e atmosfera molto differenti.

### Data editing
Una componente fondamentale di molti hack (specialmente per i giochi di ruolo) è la modifica dei dati come: personaggi, oggetti e proprietà nemiche. Questo è solitamente fatto o “a mano” (con un editor esadecimale) se la posizione e la struttura dei dati è conosciuta, o con l'editor di un gioco specifico che possiede questa funzionalità. Grazie a questo, un hacker può alterare la potenza delle armi, la forza dei nemici o come questi agiscono, ecc. Questo può essere fatto per rendere il gioco più facile o più difficile, o per creare al giocatore nuovi scenari da affrontare.

### ASM hacking
La più potente e probabilmente più difficile tecnica di hacking, è la modifica del codice effettivo del gioco, un processo chiamato ASM hacking (“ASM” è l'abbreviazione di Assembly, un linguaggio molto vicino al linguaggio macchina, tramite cui venivano direttamente programmate le prime console). Non ci sono modelli fissi per l'hacking ASM, in quanto il codice varia da console a console. Gli hacker ASM usano un emulatore equipaggiato con un debugger incorporato con cui eseguono la ROM; tramite un disassembler, inoltre, analizzano il codice e lo modificano usando un editor o assemblatore esadecimale in accordo ai loro bisogni.
Anche se abbastanza impegnativo rispetto ai metodi "relativamente" semplici elencati sopra, tutto è possibile con l'hacking ASM (naturalmente, nei limiti dell'hardware della piattaforma di gioco) che va dalla modifica dei nemici, al cambiamento di come la grafica è generata. Ovviamente, le possibilità sono ancora limitate dalle abilità dell'hacker di comprendere e modificare il codice esistente.
Se gli sviluppatori utilizzassero un linguaggio scritto, l'hacker potrebbe essere in grado di compilare il proprio codice per il gioco nella stessa lingua se avesse accesso ad un compilatore adeguato. Un esempio del genere sarebbe utilizzare C per inserirsi illecitamente nei giochi Nintendo 64, o il MIPS-GCC può stilare codici per il Nintendo 64.

### Music hacking
Gli hack della musica sono relativamente rari, dovuto all'ampia varietà dei dati musicali del deposito dei giochi (da qui la difficoltà di localizzare e modificare questi dati), e le difficoltà nel comporre musica nuova (o trasferire la musica da un altro gioco). Come il crack della musica è molto insolito, molti hack non hanno alcuna musica trasferita/composta aggiunta dentro. Il programma SapTapper può essere utilizzato per l'hacking dei dati musicali del Game Boy Advance, tuttavia, altrettanti giochi dei Game Boy Advance usano il motore M4A (chiamato anche “Sappy Driver”) per la musica.
La forma più comune di hacking della musica è il trasferimento di quest'ultima da un file ROM ad un altro, solitamente entrambi realizzati dalla stessa azienda. Il trasferimenti di musica da un file all'altro proporrà quasi sempre un certo tipo di problema, poiché il formato è quasi sempre differente.

### ROM expansion
Generalmente, un hacker della ROM non può aggiungere contenuti ad un gioco, ma semplicemente cambiare il contenuto esistente. Questo limite può essere superato tramite l'espansione della ROM, per cui la dimensione totale dell'immagine della ROM aumenta, dando spazio a un maggiore contenuto e a un gioco più grande. La difficoltà nel fare questo varia a seconda del sistema per il quale il gioco è stato fatto. Ad esempio, l'espansione di una ROM NES può essere difficile o addirittura impossibile a causa del mapper utilizzato dal gioco. Per esempio, se un mapper permette 16 ROM bank e tutte loro sono utilizzate, espandere ulteriormente la ROM è impossibile senza convertire il gioco ad un altro mapper, che potrebbe essere facile o estremamente difficile. D'altra parte, l'espansione di un gioco Super NES è (relativamente) semplice. Per utilizzare lo spazio aggiunto, parti del codice di gioco devono essere modificati o riscritti (vedi sopra “ASM hacking”) in modo che il gioco "sappia" dove guardare. Il Gameboy Advance è generalmente considerato il più facile da espandere.

## Distribuzione
Una volta che un hack è completato (o una versione incompleta è considerata adeguata per un rilascio provvisorio), viene lanciato su Internet per far in modo che si giochi. Il modo generalmente accettato per questo è facendo una patch (in formato IPS o altri) che può essere applicata alla ROM non modificata. Questo, e di solito una qualche forma di documentazione, è inserito in un file d'archivio e caricato da qualche parte. IPS è un formato per registrare le differenze tra due file binari (in questo caso, tra ROM modificate e non) ed è adeguato per i ROM hack.
IPS è ancora utilizzato oggi per piccole patch, ma tuttavia, poiché le ROM sono diventate di dimensioni più grandi, questo formato risulta inutile, portando ad abbandonare alcuni formati di file creati, come NINJA e PPF (“PlayStation Patch Format”). PPF è ancora oggi utilizzato, particolarmente per i formati di grandi patch come immagini CD ISO. Un nuovo formato di patch, UPS, è stato sviluppato dalla comunità ROM hacking, concepito per essere il successore di IPS e PPF. Un formato di patch più recente, il sistema patching APS, è stato anch'esso sviluppato da un ROM hacker devoto al GameBoy Advance. Il sistema APS è più efficiente, reversibile ed è più veloce rispetto ai suoi predecessori.
L'intenzione di distribuire un hack in forma di patch è per evitare gli aspetti legali della distribuzione di immagini ROM intere; la patch registra solo cosa si è cambiato nella ROM, quindi la sua distribuzione non comporta anche quella delle parti del gioco originale. Una patch è inoltre più piccola rispetto dell'immagine ROM completa (una ROM NES può funzionare da 40KB-512KB; una Super NES ROM da 256KB-6MB). L'utilizzo di patch non elimina i problemi di copyright perché le patch possono essere considerate lavori derivati, tuttavia generalmente le società le ignorano fino a quando non sono distribuiti con le ROM.

## Sistemi e giochi
La maggior parte del ROM hacking è fatto su giochi NES o Super NES, dato che questi giochi sono piccoli e semplici paragonati ai giochi di console più avanzate come il Nintendo 64. Anche i giochi per Game Boy sono molto popolari per l'hacking, così come i giochi per Sega Mega Drive in misura minore. Ma questo non significa che i giochi più recenti siano esenti da hacking e in effetti poiché i computer vanno più veloci e sono scritti più programmi, ci si potrebbe aspettare di vedere più hack per PlayStation e Nintendo 64.